# Findorff (Bremen)
Findorff (Bremen) este un sector în orașul hanseatic Bremen , Germania. 